# Marcel Champeix
Pour l’article homonyme, voir Champeix.
Marcel Champeix, né le 31 mars 1902 à Masseret (Corrèze) et mort le 7 mars 1994 à Limoges (Haute-Vienne), est un homme politique et résistant français. Membre de la SFIO puis du PS, il est notamment secrétaire d'État aux Affaires algériennes de 1956 à 1957 et président de groupe au Sénat de 1974 à 1980.

## Biographie
Au terme de ses études secondaires effectuées à Tulle, Champeix devient directeur de services industriels. Militant socialiste dès 1924, il est proche des idées de Guy Mollet. Mobilisé en septembre 1939 comme officier de réserve, son courage au combat lui vaut la croix de guerre. Marcel Champeix participe à la Résistance intérieure pendant la Seconde Guerre mondiale. Il est arrêté à Toulouse dans l'imprimerie d'un journal clandestin. Détenu d'abord au camp de Compiègne, il est déporté à Mauthausen.
À la Libération, en mai 1945, il devient maire de Masseret, puis en octobre suivant, conseiller général du canton d'Uzerche, mandat que son père détient avant la guerre durant près de trente ans.
Il entame par la suite une longue carrière nationale, devenant député dans l'Assemblée constituante de 1945 et celle de 1946, puis sénateur jusqu'en 1980,. Il entre dans des gouvernements de la Quatrième République sous Guy Mollet et Maurice Bourgès-Maunoury, dans lesquels il s'occupe de la difficile question algérienne. Les institutions lui permettent de conserver son mandat parlementaire ; il devient président du groupe socialiste au Sénat en 1974. Battu lors des élections sénatoriales de 1980, il ne se représente pas à la mairie de Masseret lors des élections municipales de 1983.

## Mandats et fonctions
Récapitulatif des fonctions politiques exercées par Marcel Champeix :
- Secrétaire d'État aux Affaires algériennes (1956-1957)
- Député de Corrèze (1945-1946)
- Conseiller de la République et sénateur de la Corrèze (1946-1980)
- Vice-président du Conseil de la République (sessions de 1955 et session de 1955-1956)[4],[5],[6]
- Vice-président du conseil régional du Limousin (1973)
- Conseiller général de Corrèze (1945-1973)
- Maire de Masseret (1945-1983)

Les archives de Marcel Champeix sont consultables à l'Office universitaire de recherche socialiste.